# الدولة الغزنوية
الدَّولة الغَزْنَويّة (بالفارسية: غزنويان) هي دولة إسلامية حكمت بلاد ما وراء النهر، وشمال الهند وخراسان، في الفترة ما بين سنتي 961م و1187م. وهي دولة تركية. وقد قام الغزنويون بتسمية عاصمتهم باسمهم، وهي مدينة غزنة التي تقع الآن داخل حدود دولة أفغانستان. ودولة الغزنويين قبل أن يحكموها كانت خاضعة لحكم السامانيين الإيرانيين، وقد كان لهم تأثيرٌ كبيرٌ في ثقافة وسياسة تلك المنطقة، وقد أدى هذا التأثير إلى ذوبان الأتراك الغزنَويّين في تلك المنطقة مع الفُرس بمرور الوقت.
يعد ألبتكين مؤسس دولة الغزنويين، وقد كان من قواد الجيش الساماني، إلا أن أسرته لم تصبح أسرة حاكمة إلا في عهد أبي منصور سُبُكْتِكِيْن (977–997م) وقد كان من عبيد ألب تكين، وقام بتحويل مدينة غزنة إلى عاصمة للغزنويين، وقد أنقذهم من سيادة حكام السامانيين عليهم. وقد قام ابن سُبُكْتِكِيْن محمود الغزنوي (998–1030م) في عهده بتوسيع حدود الدولة الغزنوية من نهر جيحون حتى نهر السند، ومن هناك حتى المحيط الهندي، وقد شمل هذا التوسع الري وهمدان. وفي عهد مسعود بن محمود الغزنوي فقدت الدولة الغزنوية الكثير من قوتها وجزءًا كبيرًا من أراضيها. وقد سيطرت الدولة السلجوقية على المناطق الجنوبية للدولة الغزنوية بعد معركة داندقان. وقد بقيت في يد الغزنويين –بعد تلك المعركة– المناطق التي كانت لهم في أفغانستان، وبلوشستان، والبنجاب. ولم يكن تشتت السلاجقة في عام 1157م ذا نفع كبير للدولة الغزنوية. وفي هذه الأوضاع المتضاربة بدأت قوة دولة الغوريين الناشئة في التصاعد، حتى قاموا بهزيمة بهرام شاه في عام 1151م. وسيطروا على مدينة غزنة عاصمة الغزنويين، ومن بعدها بدأ حكم الغزنويين الذين قاموا بنشر الإسلام داخل الهند،  وانسحبوا إلى لاهور في الانهيار. وقد وقع خُسروملِك –آخر حكام الغزنويين– في أسر الغوريين عام 582ھ/ 1186م، وكان هذا هو تاريخ انقضاء الدولة الغزنوية.

## أصل الغزنويين
كان يوجد مجتمع للأتراك قبل إنشاء دولة الغزنويين في أفغانستان، هذا المجتمع اعتمدت عليه دولة الغزنويين بشكل كبير عند تأسيسها. ويعتبر سُبُكْتِكِيْن هو مؤسس تلك الدولة، وقد كان من عبيد ألب تيكين، وأسلم حينها. وفي تلك الفترة كانت أي دولة تُسمى باسم مؤسسها. وقد عُرف سُبُكْتِكِيْن نفسه في كتاب النصائح بأنه من تركستان من قبيلة تُسمى برساه. وقد اشتراه ألب تيكين كعبد تركي بعدما وقع في الأسر. أما أبو الغازي بهادر خان فأوضح أن والد السلطان محمود الغزنوي سُبُكْتِكِيْن من نسل الكاي.

## تاريخ الدولة السياسي

### فترة التأسيس

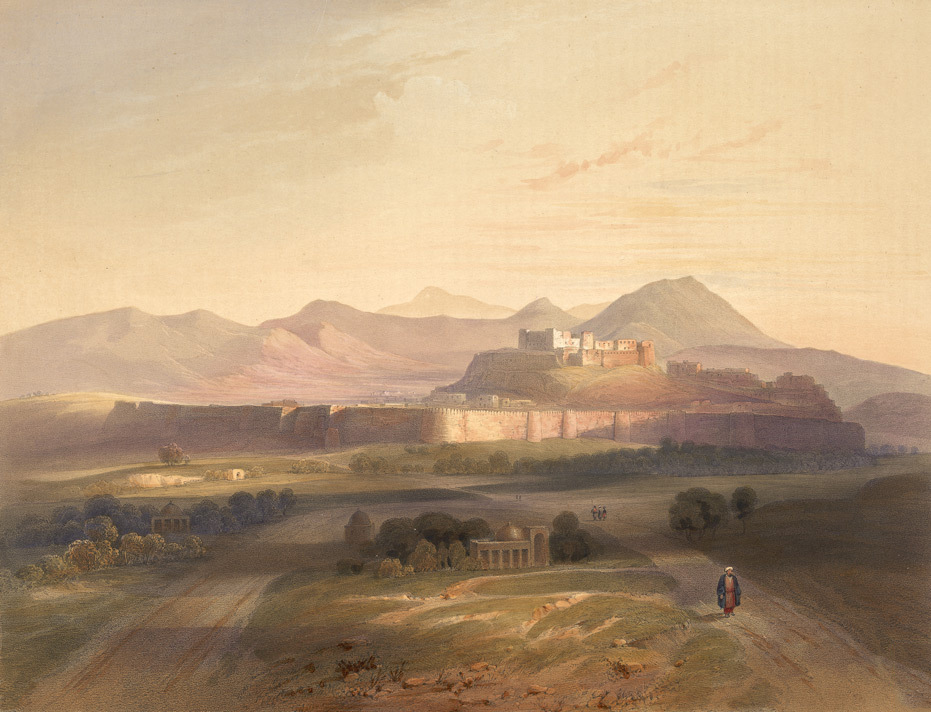
غزنة قديما وتظهر في الخلف قلعة غزنة

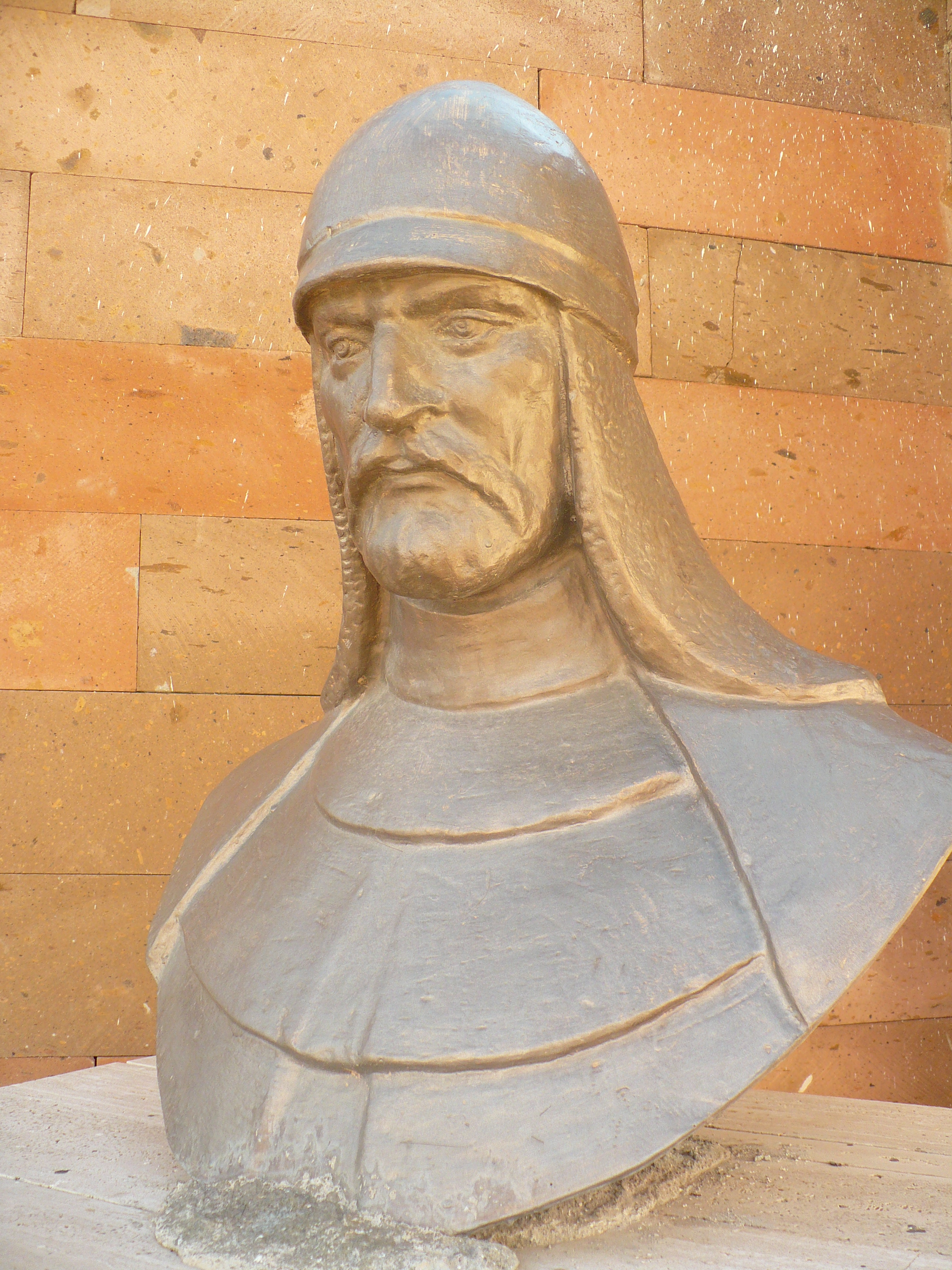
تمثال رمزي لألب تكين

لقد تأسست دول عديدة منذ القرن الثاني قبل الميلاد في أفغانستان حتى وقتنا هذا، ومن تلك الدول دولة الغزنويين (تأسست في 963م)، وقد ذُكرت دولة الغزنويين بأسماء عديدة في التاريخ منها اليمينيّون، والسُّبُكْتِكِيُّون. وفي عصور دولة السامانيين اللامعة إنتقلت مجموعات كبيرة من الأتراك إلى بلاد ماوراء النهر لنشر الإسلام فيها. وعندما بدأ الضعف يتسرب إلى الدولة السامانية، قام العديد من القادة والعائلات التركية بإنشاء مناطق حكم لهم في مناطق مختلفة من أفغانستان، ومن تلك العائلات السمجوريين، وكرا تكين إسفجابي، وبيطوز. وكان من بين هؤلاء القادة ألب تيكين الذي قام بتأسيس دولة الغزنويين فيما بعد. ويحتمل بأنه ولد في عام 890 أو 891. وقد بيع ألب تيجين بعد ولادته كعبد إلى أمير السامانيين، وقد أدخله بين حرسه الخاص. وقد أعتقه السامانيون بعدما أُعجبوا بالصفات التي يمتلكها، وعُين قائدا لبعض الوحدات العسكرية. ثم تمت ترقيته بعد ذلك لحاجب الحجباء (يعنى القائم على رئاسة كل أعمال القصر).
وقد ظل نفوذ ألب تيكين (تيجين) في التصاعد حتى وصل إلى أعلى مرتبة عسكرية في الدولة في 10 فبراير 961 وهي قيادة الجيش في خرسان. وعندما تولى هذا المنصب استمر نفوذه في القصر لأن الحاجب الذي أتى مكانه كان من غلمانه. وقد ظهرت مجموعة في القصر تريد إبعاد ألب تيكين عن المسؤلية لأنه كان صاحب تأثير في اختيار من سيتولى الحكم، ويتدخل في كل أمور وأعمال الدولة. وقد عين الجيش الساساني منصور بن نوح حاكما للدولة الساسانية إلا أن ألب قد حاول إنزاله من على العرش، ولكن لانعدام ثقته في الجيش انسحب هو وغلمانه من القصر إلى بلخ، وسيطر عليها. ثم أقنع قواد جيش منصور بمواجهة ألب وردعه والأمساك به. وأرسل منصور جيشا من 16 ألف جندي إلى ألب لمواجهته فتمركز ألب بين بلخ وخلم في منطقة تسمى بوابة خلم بجيش مكون من ثلاثة ألاف جندي. وقد انتصر جيش ألب في الموقعة التي حدثت بينها في إبريل -مايو 962. واتجه نحو مدينة غزنه، وبعد جُهد دام أربعة أشهر سيطر على غزنه في 12 يناير 963. وكانت أساس دولته.
وقد توفي ألب عندما بدأ بتنظيم جيش لغزو الهند، في 13 سبتمبر 963. وبعد وفاته حل مكانه ابنه أبو إسحاق إبراهيم وبفترة قصيرة فقد سيطرته على مدينة غزنه، وبمساعدة أمير السامانيين استطاع السيطرة على المدينة من جديد. وعندما توفي جاء بيلجا تكين خلفا له في 12 نوفمبر 966، وأعلن أنه مرتبطا بالدولة السامانية. وبعد موت بيلجه تكين في عام 975 جاء بوري تكين وقد كان عبدا، وبسبب معارضة الناس له ورفضهم لحكمه أُنزل من على العرش في 20 إبريل 997، وحل محله سُبُكْتِكِيْن الذي تم اختياره من قبل القواد والنبلاء الأتراك. وعلى الرغم من تصرف سُبُكْتِكِيْن الظاهري بأنه تابع للسامانيين إلا أنه تم في عهده وضع حجر الأساس لدولة الغزنويين المستقلة. ولم يمر الكثير حتى انتشر النفوذ التركي باتجاه الشرق حتى وصل إلى زبلستان التي في أفغانستان. واتسعت الأراضي الغزنوية حتى شملت باختر وزمين دفر، وبلوشستان، وكوزدر. وقام أيضا بهزم رجاسي (تعني أمير) شاه الهند الذي كان سببا في عرقلة نشر الإسلام هناك، وتقدم على طول نهر كابل حتى وصل إلى بيشاور. وقد طلب أمير السامانيين العون من سُبُكْتِكِيْن في عام 994 عندما خرج أبو على السيجوري وفائق لمواجهته. وعندما قام سُبُكْتِكِيْن وابنه محمود الغزنوي بهزيمة المتمردين والانتصار عليهم، أطلق أمير السامانيين لقب سيف الدولة على محمود الغزنوي، ومنحه قيادة الجيش. وقد توفي سُبُكْتِكِيْن الذي قام بتوسعة رقعة الدولة الغزنوية في أغسطس عام 997.
بعدما مات سُبُكْتِكِيْن وانتشر خبر وفاته، جاء ابنه الصغير إسماعيل إلى بلخ وأعلن نفسه حاكما للدولة الغزنوية وذلك لوصية والده، ولكن محمود الغزنوي الذي كان في نيسابور في هذا الوقت كان أكثر خبرةً وتجربةً وقوةً من إسماعيل. ولأن محمود كان أكبر من إسماعيل وأحق بالحكم منه عرض على إسماعيل أن يترك الحكم ويتولى خرسان وبلخ إلا أن إسماعيل لم يوافق، حتى وقعت بينهما معركة حربية في مارس 998 وانتصر فيها جيش محمود الغزنوي.

### فترة محمود الغزنوي

حدود الدول عند بداية السلطان محمود لحملاته إلى الهند

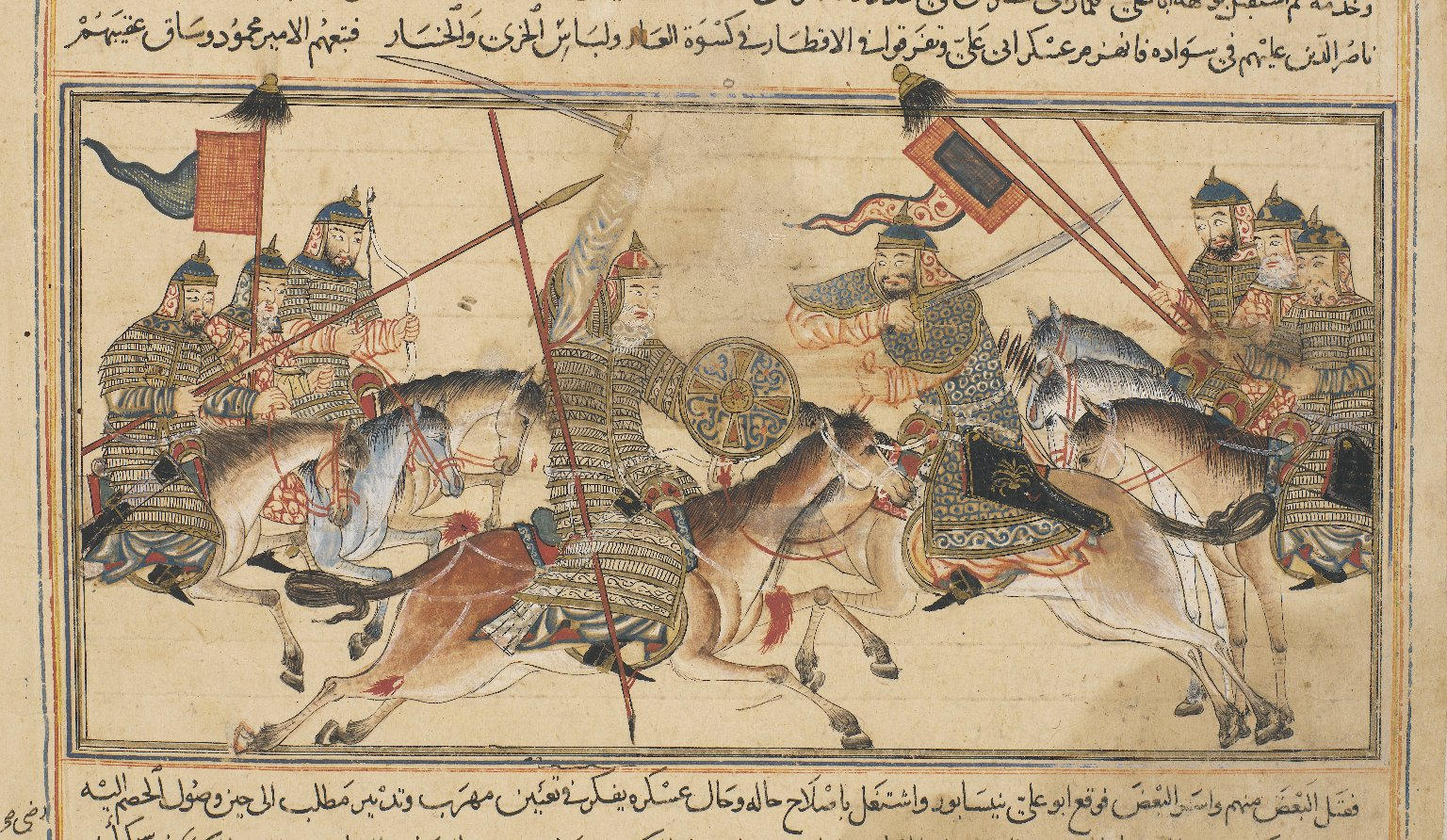
الحروب بين السلطان محمود الغزنوي وأبو على السيمجوري

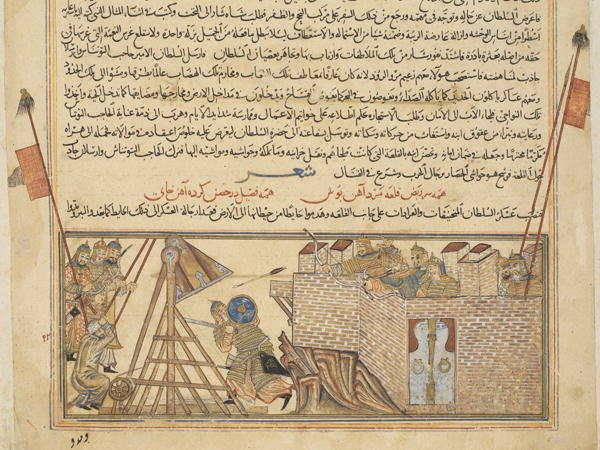
حملة السلطان محمود إلى كارجيستان

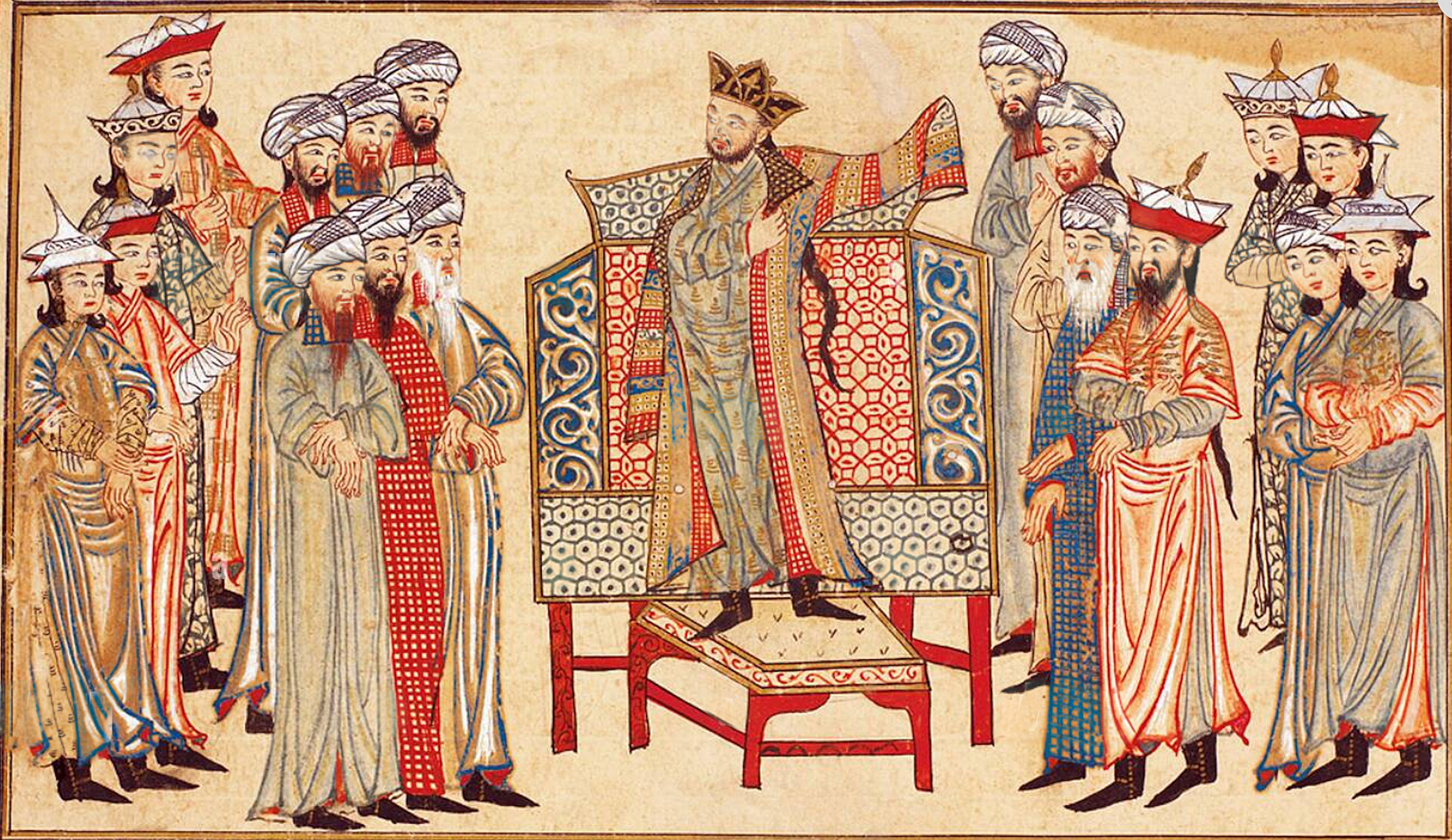
السلطان محمود الغزنوي في ثوب الخليفة

أول ما فعله محمود الغزنوي فور توليه الحكم وحلفه اليمين، هو عقد معاهدة مع جيرانه الشماليين من الكراخاننيين. وبدأ على إثر تلك المعاهدة في حروبه ناحية الهند. وقد قام بما يقرب من سبعة عشر معركة ضد الهنود في الفترة من 1001 إلى 1027. وكان الهدف الرئيسي لتلك الحروب هو نشر الإسلام، وزيادة عدد الجيش الغزنوي، وجمع الغنائم. وقد خرج السلطان محمود في أول حرب له إلى الهند في سبتمبر سنة ألف. وقد سيطر وقتها على عدة قلاع هندية. وقد خرج محمود الغزنوي في ثاني حملة له إلى الهند في جيش مكون من 15 ألف بالخيول، وقد وقعت المعركة بينه وبين جيبال في 27 نوفمبر 1001، وإنتصر فيها محمود الغزنوي، وغنم فيها غنائم كثيرة كانت الفيلة من ضمنها. وقد كانت حملة محمود الغزنوي الثالثة إلى منطقة بهتيا التي لم تدعمه في حملته الثانية، وقد كانت تلك المنطقة تحت قيادة باجي راي، وعندما تمت هزيمة باجي راي في تلك المعركة أصبحت تلك المنطقة في يد الغزنويين. وفي عام 1006 كانت حملة محمود الغزنوي الرابعة ضد أبو الفاتح داود زعيم حركة الباطنية، وقد استولى على ملتان والبنجاب.
وقد توقفت حملات محمود الغزنوي إلى الهند فترة من الزمن أثناء انشغاله بحروبه في الشمال مع الكراخانيين، وعندما علم صوبحال وإلى ملتان استغل هذا الوضع وارتد عن الإسلام وعاد إلى الهندوسية دينه القديم. وقد علم محمودالغزنوي بهذا في يناير 1008، وعلى الفور قام بحملته الخامسة إلى الهند وأعاد ملتان إلى حكمه مرة أخرى. وكانت حملة محمود الغزنوي السادسة إلى الهند في 31 ديسمبر 1008، لإخضاع الرجا (معناها أمير عند الهنود) الذين رفضوا الإسلام في أنحاء البنجاب. وقد أتم هذه الحملة بالنصر في أغسطس -سبتمبر 1009، وأخضع المناطق الشمالية وقلت سيطرة الأمراء الهنود على ولاياتهم. وقد كانت الحملة السابعة نحو الهند لتوقيع اتفاقية تجارية. ثم خرج محمود الغزنوي في حملته الثامنة في أكتوبر 1010، وفي تلك المرة لم يواجه محمود الغزنوي أية صعوبات وضم ملتان تحت حكمه بشكل قطعي. أما الحملة التاسعة فكانت إلى سلط رنجا التي في منطقة ناندانا. وقد هزم الأمراء الذين لم يرغبوا في أن يكونوا تابعين له في ناندانا. وعلى أصداء انتصارات محمود الغزنوي بدأ الدين الإسلامي ينتشر في شمال الهند.
كانت حملات محمود الغزنوي في الهند إلى مدينة زان ور التي تبعد عن شمال دلهي نحو 150 كم. وقد كانت تلك المدينة مقدسة بالنسبة للهنود، وفيها العديد من الأصنام، ومن أهمهم وأكبرهم صنم يُسمى شكراص فامي. وكان سبب قيام الحملة العاشرة في أكتوبر - نوفمبر 1014، لهدم هذا الصنم، وجمع الغنائم، وبعد انتصاره في تلك المعركة أخذ الصنم إلى غزنة ليراه الغزنويين هناك. وكانت الحملة الحادية عشر في أواخر عام 1015، أما الثانية عشر فكانت في 1018، وقد جائه من تركستان نحو 20 ألف شخص ليشتركوا في جيشه تطوعاً، وليزيد بذلك تعداد جنوده. ولم تقف أي قوة أو مقاومة في وجه محمود الغزنوي حتى توسعت أراضيه ووصل إلى أغرة. وقد قام بحملته الرابعة عشر في أكتوبر 1021، واتجه نحو كشمير التي لم يستطع دخولها من قبل أو السيطرة عليها، إلا أنه بسبب شدة البرودة في الشتاء لم يستطع السيطرة على قلعة لوكهوت.
كانت الحملة الخامسة عشر في عام 1022 إلى قلعة قلين جار التي كان قد هزم أميرها من قبل، ولكنه لم يدخل تحت طاعة محمود الغزنوي بشكل قاطع، إلا أنه ربطها بالجزية ولم يستولى عليها، وعاد إلى غزنة في مارس-إبريل 1023. وكانت حملة محمود الغزنوي السادسة عشر من أهم الحملات التي عرفت في التاريخ، وكانت إلى صومنت. وقد وقعت صومنت في يد الغزنوي بعدما حاصرها في 8 أكتوبر 1026، ثم قام بإزالة صنم شيفا المقدس عندهم، وأذن في معبده. وقد كانت أخر حروب الغزنوي السبعة عشر في الهند عندما هاجمه الجاتيين أثناء عودته من غزو صومنت، ولكنه قام بهزيمتة، وتوسع في تلك الحملة حتى وصل إلى نهر الغانج، وألقى أساس حكم الأتراك الذي سيستمر لسنوات عديدة في الهند.

#### السيطرة على سيستان
كانت توجد منازعات على كرسي الحكم في سيستان في عهد دولة الصفاريين، وقد قاموا بدعوة محمود الغزنوي ليكون حاكما لهم، وقد خرج محمود الغزنوي في طريقه إليهم في نوفمبر 1002، وفي 21 ديسمبر أصدر أوامر خلفية جديدة عليهم، وضمهم تحت حكمه، وفي أثناء الحفل الذي أقامه الخليفة قام مجموعة من الثوار بالتمرد ضد الخليفة، وبناء عليه قام الغزنوي بإخماد هذ التمرد في 1004، وعين أخوه نصر لحكم تلك المنطقة.

#### السيطرة على خوارزم
كان محمود الغزنوي يريد في كل فرصة متاحة له السيطرة على خوارزم، وفي عام 1017 قام بتحقيق ذلك عندما عقد معاهدة سلام مع حاكمها وأصبحت تابعة له. وقد قُرأت الخُطبة باسم محمود الغزنوي هناك، وقد أدى هذا إلى حدوث نزاعات بين قواد الجيش في خوارزم، ولهذا حدث تغير في عرش الحكم في 17 مارس 1017. وقد خرج الكرخانيين للسيطرة على العرش، إلا أن الغزنوي قام بهزيمة المتمردين في 3 يوليو 1017، ودخل كهنه غرغانج وأصبح حاكما عليها، مما اضطر الكرخانيين للقبول بهذا الوضع مجبرين.

#### السيطرة على غور
قام محمد شهاب الدين الغوري بالخروج من طاعة الغزنويون بعد وفاة سُبُكْتِكِيْن الذي كان قد سيطر على تلك المنطقة ولاية غور من قبل. وهذه المنطقة يطلق عليها أحيانًا مَندِش. وعليه فإن محمود الغزنوي قام بحملةٍ في 1011 لإعادتها إلى حظيرة الدولة الغزنوية من جديد، وعندما علم الغوريون بذلك تشتتوا في الجبال لِعلمهم بعدم قدرتهم على هزيمة الغزنوي، وحتمية خسارتهم. وبعدها بسنوات قام بعدة حملات للسيطرة عليها، وفي عام 1020 أرسل ابنه مسعود للسيطرة على القلاع الباقية فيها، ونجح في جعل تلك المنطقة تابعة لحكمه بشكل قطعي.

(أ) خرسان، (ب) ماوراء النهر، (ج) خوارزم

#### السيطرة على كارجيستان
قام محمود الغزنوي بإرسال سفير إلى حاكم كارجيستان في عام 999، وطلب منه أن ينضم إلى الدولة الغزنوية. وقد قبل حاكم كارجيستان وقتها طلب الغزنوي، وقُرأت الخُطبة باسمه. وعندما تغير هذا الوالي لم يعترف الوالي الجديد بقوة الغزنوي وتفوقه،  وعندما علم الغزنوي بهذا قام بإرسال قواد جيشه وواليٍ معه إلى كارجيستان، وكنتيجة لتلك الحركة الناجحه أصبحت كارجيستان تحت سيادة الغزنويين بالمعنى التام في 1012. وقد تُوفي الأمير الذي أعلن تمرده في السجن في 1015-1016.

#### حروب السلطان محمود الغزنوي الخارجية

##### حروب السلطان محمود مع السامانيين
قام السامانيون باحتلال خرسان أثناء انشغال محمود الغزنوي بالحرب ضد أخيه إسماعيل على العرش في عام 998، وفي تلك الأثناء أعلن منصور الثاني أنه لن يُعيد خرسان التي قام باحتلالها إلى محمود الغزنوي. وعلى إثر هذا قام الغزنوي بالتوجه نحو نيسابور. وفي تلك الفترة لم يرغب الغزنوي في مهاجمة والي خرسان بيتوزون والذي أتى منصور الثاني لمساعدته ومعه قوات فائق، ورضي بالانتظار لتفويت الفرصة على الكرخانيين الذين إقتربوا من ما وراء النهر. وقد قام فائق ومعه بيتوزون بعزل منصور الثاني لعدم ثقتهم فيه، وجلبوا مكانه عبد المليك بن نوح الذي كان في عُمر صغير وقتها.
وقد قام الغزنوي بهزيمة الاتحاد الذي قام به بيتزون وفائق ومعهم أبو القاسم السيمجوري في 16 مايو 999. وسيطر على خرسان من جديد، وعين أخوه نصر واليا عليها. وفي تلك الأثناء استفاد الكرخانيون من وضع السامانيون الذين دب فيهم الضعف وقاموا بإسقاط الدولة السامانية، وقد حقق ذلك للغزنوي أن أصبحت دولته مستقلة بشكل تام، وسقطت تبعيتها لإي دولة.

##### السلطان محمود وحروبه مع الكرخانيين
كانت العلاقات بين الغزنويين والكرخانيين ودية في عهد ناصر بن علي، وقد استمرت تلك العلاقات الودية بينهما بتزوج محمود الغزنوي من ابنة ناصر بن علي في 1001. إلا أن تلك العلاقة لم تدم طويلا بسبب رغبة ناصر بن علي بالسيطرة على كل الأراضي المتبقة من السامانيين، وقد قام ابن علي بإرسال جيش إلى خرسان في الوقت الذي كان فيه الغزنوي يحارب في الهند. وعندما علم الغزنوي بهذا قام بتقوية جيشة بالخلاجيين والأفغان، وقام بإبعاد قوات ابن علي عن المدينة في سبتمبر -أكتوبر 1006. إلا أن ابن علي لم يتراجع، وفي 5 يناير 1008، قام بالتقدم نحو 20 كم طوليا في بلخ، وإلتقى الجيش الكرخاني بجيش الغزنويين ولم يستطع الكرخانيين مهاجمة الجيش الغزنوي بسبب وجود الفيلة أمامه، وفقدوا قدرتهم على تبادل الاصطدام. وكان هذا أخر أمل كبير قام به الكرخانيين للسيطرة على خرسان.
حدثت نزاعات بين الكرخانيين على العرش، وقد استولى أبو منصور أرسلان خان على العرش، ولم يختر أن تسير الأمور بشكل جيد مع محمود الغزنوي. إلا أن يوسف قادر خان بدأ بصراع جديد على العرش، وطلب المساعدة من الغزنوي. وبينما كان الغزنوي يحارب في الهند، رأى المتصارع على الحكم أن هذا موقف جيدا للسيطرة على خرسان، وأنشئ جيشا متحدا من الكرخانيين، إلا أن الغزنوي قام بهزيمة هذ الجيش في 1019-1020 وعاد مرة أخرى إلى الهند.
قام أبو منصور بالانسحاب من على العرش ليوسف قادر خان، وطلب يوسف خان المساعدة من الغزنوي مرة أخرى لمواجهة أخوته. ولكن تلك المرة قُبل طلبه، وتقابل مع المتنافسين على الحكم في سمرقند في مارس-إبريل 1025، وعقد بينهم إتفاقاً. وعندما علم يوسف خان بهذا هرب، وهكذا تم تجنب النزاعات المستمرة على العرش في دولة الكراخانيين.

##### حروب السلطان محمود مع الأغوز
الأغوز هم مجموعة من التركمان، يتكونون من أربعة ألآف خيمة، وتابعين أرسلا يابغو. وقد طلبوا الإذن من السلطان محمود للعبور من خرسان بدلا من العبور من بلاد ما وراء النهر لإنهم يعانون من العبور من تلك المنطقة. وقد فكر الغزنوي أنه يمكنه أن يستفيد من القوة العسكرية لتلك المجموعة، فسمح لهم بالمرور من نهر جيحون على الرغم من مخالفة أرسلان جاذب والي طوس. إلا أن الأغوز كانوا يُقِعُون المدن التي يمرون بها في ظروف اقتصادية صعبة. وفي عام 1028 إرتفعت نسبة شكوى السكان الأصليين منهم إلى السلطان محمود. وعلى إثر هذا أرسل السلطان محمود أرسلان جاذب إلى الأغوز. إلا أن أرسلان لم يستطع حل المشكلة، وعند إتهامه بالفشل، أوضح أن قوة الأغوز قد زادت وأنهم يتفوقون على جيش ولاية، ودعى محمود الغزنوي بشخصة لمحاربتهم.
وعلى الرغم من مرض محمود الغزنوي إلا أنه تحرك إلى طوس في 1028، واتحد مع جيش جازب، وأوقع الهزيمة بالأغوز. وقد قُتل قسم كبير من الأغوز في تلك المعركة، أما القسم الباقي فقد عاش جزء منهم في الجبال وهرب جزء أخر منهم إلى كرمان، وقد تمت ملاحقة الأغوز في الداخل والخارج حتى موت السلطان محمود ليتم تنظيف البلاد منهم.

##### حروب السلطان محمود مع الزياريون
كانت توجد بين الغزنويين والزياريين الذي حكموا طبرستان وهيركانيا علاقة جيدة. وفي عام 1012 تمرد الجيش وعزل قابوس بن وشكمير وحل مكانه. وقد خرج دارا أخو الحاكم قابوس بن منوتشهر الملقب بفلك المعالي ضده، وقد دعمه محمود الغزنوي وأعطاه الإذن باللجوء إلى بلده. وعندما وصل قابوس خبر خروج أخيه دارا للذهاب إلى الغزنوي، قام على الفور بإعلان أنه تابع للغزنوي ووعده بدفع 50 ألف دينار كل سنة كجزية ليتمكن من البقاء في الحكم. وكان من آن لأخر يرسل الجنود إلى جيش محمود. وقد ظن قابوس أن منطقته في خطر شديد بعدما سيطر الغزنوي على الري، وقام بقطع طريق ذهاب الغزنوي ليحمي أراضيه. هذا التصرف الذي ظن قابوس أنه بإمكانة أن يُعيٍق حركة الغزنوي، دفع في مقابله جزية قدرها 500.000 دينار في عام 1029. وبعد ما مات قابوس جاء خلفه ابنه أنشوروان، وليعترف الغزنويون به دفع 500,000 دينار.

##### حروب السلطان محمود مع البويهيين

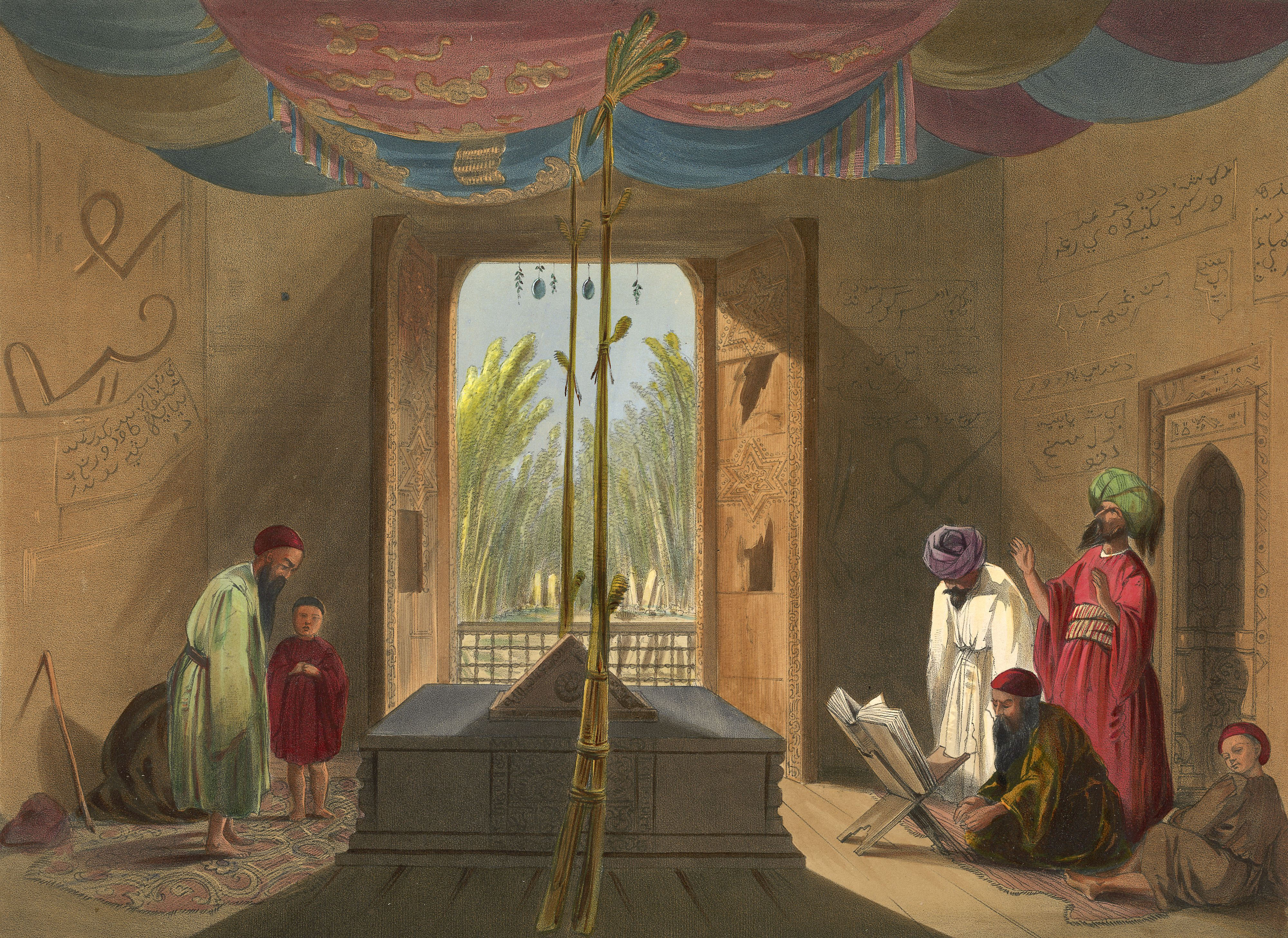
قبر السلطان محمود الغزنوي

كانت العلاقات بين السلطان محمود والبويهيون علاقات ودية حتى عام 1012، عندما بدأت النزاعات على العرش، ولم يفوت الغزنوي مثل تلك الفرصة من يده. وقد طلب أبو الفوارس من محمود الغزنوي أن يساعده ليسيطر على عرش البويهيين، وقد وفر جواب محمود لهذا الطلب أن أعاده حاكم من جديد على كرمان. وبعد فترة فسدت العلاقات بين أبو الفوارس الذي يسيطر على شيراز وقائد القوات الغزنوية أبو سعيد. وعليه فقد سحب الغزنوي دعمه لإبو الفوراس. وقد هُزم أبو الفوارس وهرب من الجيش الغزنوي في كرمان.
وعلى الجانب الأخر، فقد طلب حاكم الري الذي حصل على حكم البويهيين المساعدة من الغزنوي في عام 1028، لأنه لم يكن مطمئنا للجيش، وقد قبل الغزنوي طلبه وأعاده إلى حكم الري مرة أخرى في عام 1029.

##### حروب السلطان محمود مع الأفغان
كان الأفغان يعيشون في المنطقة الجبلية التي بين غزنة ونهر السند، وقد كانوا يقومون بالغارت من آن لأخر، ويضربون القوافل التي تمر بين خرسان والهند. وفي عام 1019 توجه الغزنوي باتجاه شرق مدينةكابل إلى الأفغان الذين يعبدون الأصنام هناك، وقد ضمهم إلى حظيرة دولته، وتحولوا إلى الإسلام.

#### علاقات السلطان محمود مع العباسيين
اعترف الخليفة العباسي أبو العباس أحمد القادر بالله بالدولة الغزنوية، وبالسلطان محمود غازي كخليفة لها، بينما لم يعترف به السامانيين. وقد أرسل الخليفة العباسي العديد من الهدايا إلى السلطان محمود نظرًا لجهوده في نشر الإسلام والغزوات التي قام بها في أراضي الهنود الذي يعبدون الأصنام. وقد منحه العديد من الألقاب المختلفة.
كانت العلاقات التي بين السلطان محمود والكراخانيين قد فسدت عندما أراد السلطان الغزنوي السيطرة سمرقند التابعة للغزنويين، إلا أن العلاقات قد فسدت مرة أخرى في 1023-1024، عندما اشتبه السلطان محمود في إتباعهم للدولة الفاطمية. وعلى الرغم من كل تلك الأحداث فقد أنشأ السلطان الغزنوي دولة سُنِية في مواجهة الشيعة والدولة البويهية. وقد قام بصَّك النقود باسمه. وقد أرسل الهدايا إلى بغداد بعد الحروب التي كان ينتصر فيها.

### فترة السلطان مسعود الأول الغزنوي

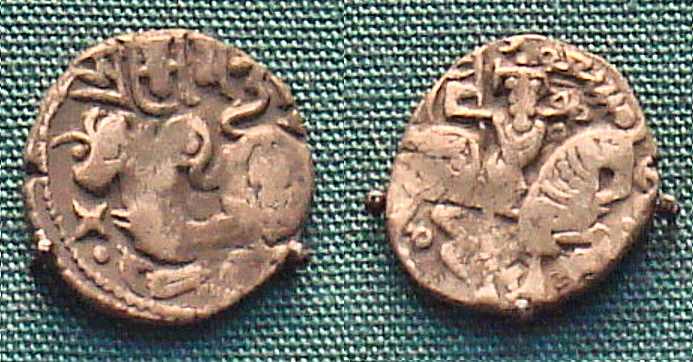
قطعة نقود صُكت باسم السلطان مسعود الأول

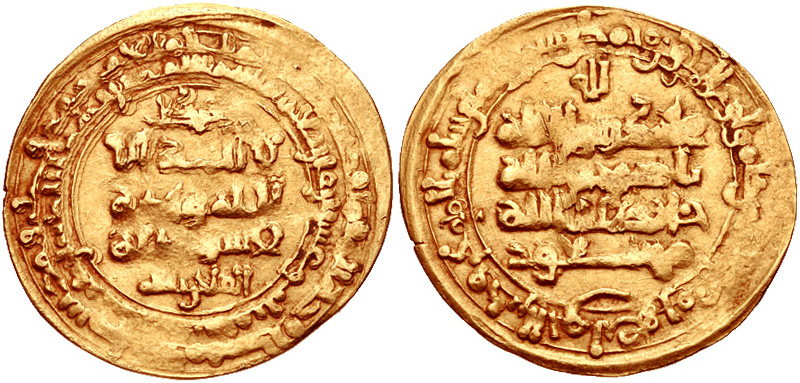
عملة ذهبية مصكوكة باسم السلطان مسعود

قام محمود الغزنوي قبل موته بتقسيم دولته إلى قسمين، وقد كان للسلطان محمود خمسة أولاد هم مسعود ومحمد وسليمان وشجاع وعبد الرشيد،  وقد حصل مسعود ومحمد على حكم الدولة الغزنوية، وقد قسم السلطان محمود لمحمد بلخ وخرسان وشمال الهند، أما مسعود فقد حصل على مدينة الري وأصفهان وجبيل الذين تمت السيطرة عليهم حديثا ومجهولي المستقبل،  وبعدما توفي محمود الغزنوي في 30 إبريل 1030، تم اختيار ابنه محمد الغزنوي الذي كان في الثالثة والثلاثين من عمره ليحكم العرش من قبل أعضاء الأسرة. ولم يكد محمد الغزنوي بتولى العرش حتى بدأت المنازعات في القصر وهرب بعض العبيد والقواد إلى مسعود، وفي تلك الأثناء كان خبر وفاة والد مسعود الذي كان في أصفهان حينها قد وصل إليه في 26 مايو 1030، فترك إدارة الجزء الغربي من البلاد لإخيه وذهب إلى الري،  وقام بإرسال خطابا إلى أخيه طلب منه أن تقرأ الخُطبة باسمه، وأن تُصَّك النقود أيضا باسمه، الأمر الذي رفضه أخوه محمد.
وقد حصل مسعود على الاعتراف به خليفة لوالده من الخليفة العباسي أبو القادر، وحصل أيضا على الدعم من حاكم الكراخانيين. وقام بإعطاء الإذن لعودة قبائل التركمان التي قد طردها والده إلى البلاد مره أخرى. وبعدما مرت أربع شهور كان فيها محمد الغزنوي هو السلطان قام بالمسير لمحاربة أخيه إلا أنه أثناء سيره أخبره قواد الجيش قبل وصولهم إلى مدينة الري أنهم تابعين للسلطان مسعود وقاموا بحبسه في قلعة على الطريق.
وفي أكتوبر 1030 قُرأت الخطبة باسم السلطان مسعود وأصبح هو الحاكم للغزنويين. وأول شئ قام به السلطان مسعود بعدما أصبح الخليفة هو كيّ عيّنيّ أخيه بالنار. ثم قام بتعيين عمه يوسف واليا على كوسدار، وعندما كان السلطان مسعود في بلخ أتى إلى الجاوسيس من كرمان وأخبروه أن تلك المنطقة فيها بعض المشاكل. وتوجه السلطان مسعود إلى كرمان صاحبة الموقع الإستراتيجي المهم بالنسبة له وسيطر عليها وضمها بشكل قطعى إلى حكمه في عام 1031.
وقد علم السلطان مسعود بمكاتبات عمه والكرخانيين بفضل جواسيسه، وعلى الفور قام مسعود بالقبض عليه وحبسه في قلعه. وقد مات عمه محبوسا في تلك القلعة في 1032. وقد قابل الغزنويون السلطان مسعود بالترحاب في 2 يونيو 1031، وعلى إثر هذا قام السلطان محمود بعدد من التعينات. وبعد فترة قام بالتوجه في حملة عسكرية نحو الهند في 17 أغسطس 1031.

### حرب دبيوسة
أخبر الجواسيس الذين في بخارى السلطان مسعود بالتجهيزات العسكرية للحرب التي سيقوم بها الكرخانيين. وقد علم السلطان مسعود بهذا الوضع بينما كان في بلخ، وقد عُين حرزم شاه ألتنتاش لمحاربة الغزنوين ثم أرسل ألتنتاش إليه 15 ألف جندي كدعم له، وقد سار في طريق بخارى وسمرقند وتلاقي الجيشان في منطقة تسمى دبيوسة، ولم يحقق أي من الطرفين انتصارا على الأخر. وقاما بتوقيع معاهدة. وقد توفي ألتونتاش على الفور بعد هذا المعاهدة، فأسرع السلطان مسعود بتعين ابنه هارون على خوارزم.

### الأحداث الأخرى
بدأت العلاقات بين السلطان مسعود وقبائل التركمان تفسد بالتدريج. وفي عام 1034 أعلن حاكم خوارزم عصيانه وتمرده على الدولة الغزنوية. وكان السبب الظاهري لهذا التمرد موت أخو حاكم خوارزم والذي كان موجودا كرهينة في قصر الخليفة الغزنوي.أما السببب الحقيقي فكان الاستفادة من الارتباك الواضح نتيجة لإخراج التركمانيين من خرسان والرغبة في الاستقلال. وقد إتفق السلاجقة والكراخانيين وقاموا بإغلاق الطريق إلى غزنه، وأعلنوا أنفسهم حكام على تلك المنطقة وقد أعلم حاكم خوارزم السلطان المسعودي بهذا الوضع في 29 يوليو 1034. وقد ذهب العديد من الأمراء مثل طغرل بك وجغري بك ومعهم العديد من الجنود والخيام والقطعان لمساعدة حاكم خارزم. إلا أن حاكم خارزم قد جُرح من قبل الرجال الذين اشتراهم الحاكم الغزنوي. وتوفي في 18 إبريل 1035. وقد تراجع الحلفاء (السلاجقة والكرخانيين وطغرل بك وجغري بك) عن مهاجمة غزنة بعد موت حاكم خوارزم. وبناء على تلك الأحداث قام خارزم ألتنتاش بمنع الاضطرابات التي كان مركزها خوارزم.
وفي عام 1032-1033 حدث صراح بين الحاكم المحلي لأراضي الهند القاضي أبو الحسن الشيرازي وقائد جيوش الهند أحمد يِنال تكين، وعلى إثر هذا إدعى أحمد ينال تكين أنه ابن محمود الغزنوي، وعندما علم مسعود الغزنوي بهذا أرسل جيشا في سبتمبر-أكتوبر 1034، وقتل أحمد ينال تكين. وقام مسعود الغزنوي بتنظيم حملة إلى غلستان في 25 يناير 1035، وقد وصل حتى جرجان. وقد أراد السلاجقة عدة ولايات من الغزنويين، ولصد السلاجقة تحرك السلطان مسعود في 29 يونيو 1035، وعلى الرغم من تميزه عن الجيش السلجوقي بميزة الأفيال إلا أنه هُزم في تلك المعركة. وبعد ذلك قام الطرفان بعقد معاهدة بينهما، وحصل السلاجقة على عدة ولايات من غلستان وخرسان. وبعدما إنتصر السلاجقة على الغزنويين تشجَّع التركمان وقاموا بالتمرد وسيطروا على مدينة الري، وفي فبراير-مارس عام 1038 خرجت الري وجوارها عن السيطرة تماماً. وقد كان السلطان مسعود قد أخذ عدة تدبيرات لصد هجمات التركمان في عام 1037 بإنشائه علاقات جيدة مع الكرخانيين.
أعلن السلطان مسعود الغزنوي تجهيزه لحرب جديدة باتجاه الهند، وفي هذا المرة وقف ضده الولاة والوزراء بسبب الاضطرابات التي كانت في خرسان، ولكن السلطان مسعود لم يستمع إليهم وإنطلق من غزنه في 6 أكتوبر 1037، وقد تقدم في الهند واستولى على العديد من القلاع حتى عام 1038. وبينما كان السلطان مسعود في الحرب، قام التركمان بنهب مدينتين، وألحقوا هزيمة ثقيلة بالجيش الذي أرسله مسعود على إثر تلك الأحداث في مايو 1038، وفقد الغزنويون نيسابور. ثم سائت العلاقات مع الكرخانيين من جديد، وقد إنتصر السلطان مسعود في المعركة التي وقعت بينه وبين الكرخانيين في 6 إبريل 1039، وقد وجد في جيشه ما يقرب من 30 فيل، وعاد بعد الانتصار إلى مدينة بلخ. وقد وقعت معركة أخرى بين السلاجقة والغزنويين في يونيو من نفس السنة، ولكن لم يحقق أي طرف انتصار في المعركة وقاموا بتوقيع معاهدة بينهما. وقد قام السلطان مسعود بالإستعدادات لعدم ثقته في التركمان وإنطلق نحو مدينة نيسابور، ثم دخل المدينة في 16 يناير 1040. إلا أن التركمان قاموا بتخريبات مفرطة في المدينة مما أدى إلى حدوث نقص في الطعام. ولإحضار الأطعمة من المناطق المجاورة تقدم السلطان مسعود ناحية أراضي السلاجقة. وعندما لم يجد السلطان المؤنة اللازمة أخذ قرارا بالسير نحو مرو. وفي 22 مايو 1040 وقعت معركة بين الجيش الغزنوي الذي تقدم في أراض السلاجقة والتركمان بالخيول، وقد نتج عن ذلك قطع خطوط الإمداد، إلا أن جيش السلطان مسعود إنتصر في تلك المعركة.

### معركة داندقان

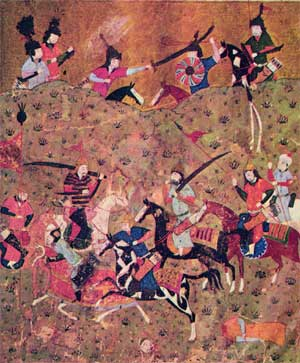
منظر مصغر لحرب الداندقان

بدأت تلك المعركة في 24 مايو 1040، وقد وقعت عندما هاجم السلاجقة الجيش الغزنوي أثناء ذهابه إلى قلعة داندقان. وعلى الرغم من هذا الهجوم إلا أن الجيش الغزنوي استطاع الوصول إلى القلعة قرب الظهيرة. وقد انسحب من الجيش الغزنوي 375 غلام من غلمان القصر بعد أحد قرارات السلطان مسعود، واستطاعوا الهرب وإنضموا إلى الجيش السلجوقي، وباتحادهم مع الجيش السلجوقي تغيرت معطيات المعركة، وبعد هجوم الجيش السلجوقي تفرق الجيش الغزنوي الذي كان مرهقا وبلا هدف.
وقد كانت تلك المعركة بداية فترة الدولة السلجوقية، والاعتراف بها كدوله.
وقد قرر السلطان مسعود بعد هزيمته في تلك المعركة أن يذهب إلى الهند. وقد أخذ ابنه وخزينة الدولة معه أثناء ذهابه إلى الهند، وقد بدأت تلك الرحلة في 15 نوفمبر 1040. إلا أن ثورة الغلمان الأتراك والهنود أثناء الطريق إنتهت بإعلان السلطان محمد الغزنوي نفسه حاكما للدولة الغزنوية للمرة الثانية في 21 ديسمبر 1040. وقد ألقى بالسلطان مسعود في الحبس في قلعة كورري. وقد قتل السلطان مسعود في تلك القلعة في 17 يناير 1041.

### الحروب مع السلاجقة وانهدام الدولة

تاريخ الأتراك في 1071.

بعدما أعلن محمد الغزنوي نفسه حاكما على العرش للمرة الثانية لم يذهب مباشرة إلى مدينة غزنة عاصمة دولته، بل قضى الشتاء في بيشاور. وعندما علم مودود الغزنوي بوفاة أبيه واستيلاء عمه على العرش ذهب إلى غزنة مباشرة وأعلن نفسه الحاكم. وعندما جاء الربيع إنطلق إليه عمه، وفي 8 إبريل 1041 وقعت المعركة بينهما في جلال آباد، وقد إنتصر مودود في تلك المعركة، وقام بقتل عمه محمد الغزنوي.
لم يستطع السلطان مودود أن يكون حاكما بالمعنى الكامل على الدولة الغزنوية. لأن أخاه مجدود قد سار إليه بجيشه من الهند للسيطرة على الحكم. إلا أن مجدود وجد ميتا في خيمته التي في لاهور في 10 أغسطس 1041. وبفضل هذا أعلن مودود نفسه حاكما بالمعنى التام وعمل على السيطرة على سيستان وضمها لحكمه. بيد أنه لم ينجح في ذلك تمامًا. وفي 1043-1044 أعلن أمراء الهند التمرد على الدولة الغزنوية إلا أن السلطان مودود استطاع السيطرة على هذا التمرد وأرسل إليهم مجموعة من الرجال النبلاء.
وعلى الرغم من تزوج مودود بابنة جغري بك حاكم السلاجقة إلا أنه عندما علم بمرضه أراد استعادة الأراضي التي خسرها الغزنويون بسبب حروبهم مع السلاجقة، وقام بإرسال جيش إلى خرسان. وعلى إثر هذا قام جغري بك بتعين ألب أرسلان لمواجهة جيش مودود، وبالفعل صد الهجمات في أغسطس-سبتمبر 1043، وغنم غنائم كثيرة من الجيش الغزنوي وعاد إلى جانب والده جغري بك مرة أخرى. وعندما أدرك مودود أن لن يتمكن من هزم السلاجقة بمفرده سعى إلى عقد عدة إتفاقات إلا أن لم يستطع تنفيذ أي شئ بسبب مرضه وفقد حياته في 19 ديسمبر 1049.
وقد استولى على العرش مسعود الثاني الغزنوي بعد وفاة والده مودود، وقد أنجبت ابنه جغري بك مسعود الثاني، ولإنه كان صغيرًا اهتمت أمه بأعمال الدولة لفترة قصيرة في ذلك العهد، إلا أن زعماء الدولة قاموا بتنحية السلطان مسعود الثاني في 29 ديسمبر 1049، وحل محله السلطان على بن مسعود. وفور تولى السلطان علي الحكم قام بحبس عمه عبد الرشيد، وعين وزريه قائدًا للجيش وأرسل جيشا إلى سيستان. إلا أن الوزير قام بإخراج عبد الرشيد بن محمود أكبر أعضاء الأسرة من السجن وأعلنه الحاكم. وعندما رأي السلطان على أن الجيش في صالح عمه حاول الهرب ولكن تم الإمساك به ووضع في الحبس. وبعدما تولى السلطان عبد الرشيد الحكم عمل على تعزيز وضع الغزنويين في الهند وتحسينه، وقام السلطان عبد الرشيد بتعين طغرل بوظان قائدا للجيش، وأوكل إليه مهمة إيقاف السلاجقة، وقد هزم طغرل السلاجقة في 1051 واستولى على سيستان، وبعدها إتجه نحو غزنه وقام بقتل عبد الرشيد ومعه أحد عشر وليًا للعهد، وأصبح حاكم الغزنويين، وقد استطاع ثلاثة من الأمراء النجاة من تلك المذبحة وهم فرروح زاد، وإبراهيم وشجاع. وعندما استطاع أحد غلمان مسعود قتل طغرل بالخنجر أصبح الأمراء الثلاثة في أمان. وقد بقى طغرل حاكما للغزنويين ما بين 40 إلى 57 يوم تقريبا. وبعد ذلك اجتمع القادة الغزنويون وإختاروا الأمير فرروح زاد للحكم. وقد تم فتح تحقيق وقُبض على الأشخاص الذين لعبوا دورًا في قتل السلطان عبد الرشيد وتم كشفهم وقتلوا.
وعندما علم السلاجقة بما يدور في الدولة الغزنوية توجهوا لمحاربتها إستغلالًا لتلك الفرصة إلا أن فرروح زاد استطاع التغلب على الجيش السلجوقي. وانسحب جغري بك على إثر هذا إلى خرسان. وقد طلب ألب أرسلان الإذن من والده لمهاجمة الغزنويين بعدما قام جيش غزنوي كبير بهزيمة جيش السلاجقة في باختر. وقام بهزيمة الغزنويين في 1053. وقد حل إبراهيم بن مسعود محل أخوه في حكم الغزنويين بعد وفاته في 4 إبريل 1059.
إنتهت حروب السلاجقة مع الغزنويين والتي قد استمرت لفترة في عهد السلطان إبراهيم، وقد وقع الطرفان معاهدة تم فيها إعلان الحدود التي بين الطرفين وهي سلسلة جبال هندوكوش التي في شمال أفغانستان. وقد حاول إبراهيم الاستفادة من هذا العصر الهادئ وعمل على تنظيم دولته من جديد، إلا أنه بعد موت ألب أرسلان في 24 نوفمبر 1072 حل محله ابنه جلال الدولة ملك شاه، وقد أدى هذا إلى سوء العلاقة من جديد مع الغزنويين. وقد سار إبراهيم على نهج أجداده وقام بتنظيم الحملات إلى الهند، وقد استولى على بعض القلاع في 1079-1080 بعد حروبه مع الغوريين، وقد تفوق عليهم. وقد توفي إبراهيم في سبتمبر- أكتوبر عام 1099. وقد جاء خلفا له ابنه مسعود بن إبراهيم الغزنوي، وقد تزوج بابنة سلطان السلاجقة جلال الدولة ملك شاه. وقد حقق عدة نجاحات في الهند، وتوفي في فبراير-مارس عام 1115، وهو في 54 من عمره. وحل محله ابنه شرزاد. وقد استمر فترة قصيرة في الحكم ثم نُحي عن العرش وقتل من قبل أخوه أرسلان شاه. وفي هذه المنازعة على العرش وقتل شرزاد قام أرسلان شاه بقتل بعض إخوته وحبس البعض الأخر، وقد استطاع بهرام شاه فقط النجاة.

الغزنوين وقت إنهيارهم

قام بهرام شاه بإنشاء علاقات جيدة مع سلطان السلاجقة أحمد سنجر، وقد أقنعه بمحاربة أرسلان شاه. وقد دخل أحمد سنجر إلى غزنه في 25 فبراير 1117، وعين بهرام شاه حاكما على الغزنويين، وقام بإنشاء معاهدة معه. وقد نصت تلك المعاهدة على أن تُقرأ الخطبة باسم الخليفة العباسي ومن بعده السلطان محمد بن ملكشاه ومن بعهده أحمد سنجر، ومن بعدهم اسمه. بالإضافة إلى قبوله بإعطائه عطية سنوية. ولم يستطع أرسلان شاه هزيمة أحمد سنجر أثناء تركه لغزنه لمساعدة بهرام شاه له. وقُتل في سبتمبر- أكتوبر 1118. وعندما أعلن والي الهند تمرده في 1119 ذهب بهرام إليه وقتله هو و 17 ابن من أبنائه، وأعاد سيطرته على الهند. وعندما خرج بهرام من طاعته لأحمد سنجر، عاد أحمد سنجر إلى غزنه في 1135، وعلى إثر هذا هرب بهرام شاه إلى الهند، واستولى أحمد سنجر على خزينة الدولة. إلا أن بهرام عندما أعلمه بأنه سيطيعه من جديد عاد مرة أخرى إلى العرش.
فسدت العلاقات الغزنوية الغورية عندما اشتبه في موت حاكم غوري إلتجأ إلى غزنه عندما كان هناك صراع على العرش بين الغوريين. وعلى إثر هذا قام الغورييون بالسيطرة على غزنه في سبتمبر-أكتوبر 1148. وقد إبتعد العزنويون عن المدينة وأرسل رسالة سرية إلى بهرام شاه، إلا أنه هُزم عندما واجه الغوريين وهرب إلى الهند. وفي عام 1151 قام الغورييون بنهب مدينة غزنه وإتلافها بشكل كبير، وفي عام 24 يونيو 1152 قام أحمد سنجر بهزيمة الغوريين، وعندما انسحب الغوريون من المدينة عاد بهرام شاه إليها مرة أخرى. وقد تُوفي بهرام شاه في بدايات عام 1157 في غزنه. وقد جاء ابنه حوسرف شاه خلفًا له. وعندما وقع السلطان سنجر في الأسر من قبل الأغوز، استفاد الغوريون من هذا الوضع وسيطروا على عدة مدن غزنوية في عام 1157. وبعد هذا كان حوسرف شاه أخر حكام الغزنويين الذين إستطاعوا أن يعيشوا في العاصمة لاهور، وقد حكم ابنه أيضا حوسرف ماليك بعض نواحي البنجاب. وفي عام 1186 وقع حوسرف ماليك وأبنائه في أسر الغوريين، وبهذا تنتهي الدولة الغزنوية.

## نظام الدولة
تحقق مفهوم الدولة الغزنوية في صورة توليف (تركيب) لمفاهيم الهيمنة الإيرانية والإسلامية والتركية التي تتفق مع المفهوم الإسلامي الذي يعتبر خليفة الإسلام أو الحكام الذين يحكمون باسمه كخليفة الله في الأرض. إن الدولة الغزنوية التي خدمت إحدى الدول الإسلامية التي تمتلك منظمات الدولة الأصلية والأساسية لفترة من الزمن، والتي واصلت وجودها كتابعة لها لفترة من الزمن أيضاً؛ تعكس خصائص الدولة الإسلامية في العصور الوسطى ومفاهيم الدولة والحكومة والسيادة تماماً. وقد لوحظ أيضًا تقليد العباسيين والسامانيين والدولة التركية القديمة مثل الهون والجوك الترك والإيغور في نظام الدولة.
وكانت الدول التركية قبل الإسلام كما الدولة الغزنوية تصك النقود وتقرأ الخطبة باسم الحاكم، وكان لقب الأمير أو السلطان يُطلق على حاكم الدولة، وقد استخدم الحكام قبل عهد السلطان محمود الغزنوي لقب الأمير، ومنذ توليه الحكم بدأ استخدام لقب سُلطان. وكانت دوائر الدولة في ذلك الوقت يُطلق عليها ديوان، والديوان يعادل الوزارة في هذا الزمان. وكانت أهم تلك الدواوين ديوان الوزارات، ديوان الأرض، ديوان الرسالات، ديوان الإشراف. وكان ديوان الوزرات يهتم بالمسائل المالية والإدارة العامة للدولة، وكان رئيسه وزيرًا. أما ديوان الأرض فيعادل في وقتنا هذا وزارة الدفاع، وكان يُطلق على رئيسه عارض أو صاحب ديوان الأرض. وكان أصحاب الرتب العسكرية العالية يُطلق عليهم في الغالب لقب حاجب، أما أصحاب الرتب العالية من المدنيين فكان يُطلق عليهم لقب وزير. وكان من أعلى الألقاب التي يمكن أن يحصل عليها أي موظف مدني في الدولة الغزنوية، هو لقب عامد. وكان يستخدم لإجل الوزراء وعدد من البيروقراطيين فقط. وكان يطلق على ولاة الولايات وبالأخص القريبة من العراق (كات هودار) وزير الولاية، أو عامد العراق، أما حاكم المناطق القريبة من خوارزم فكان يُطلق عليه خارزم شاه. كما أنه كان يُطلق على رئيس الإدارة المدنية في أي ولاية لقب صاحب الديوان، وكان مسؤولا عن جمع الضرائب والأعمال الإدارية.

### النظام العسكري
إذا ما تتبعنا سياسة توسع الدولة الغزنوية، ونظرنا إلى وضع الجيش الغزنوي نجد أنه كان دائمًا في وضع الإستعداد. وكانت القوة العسكرية للدولة الغزنوية تتكون من الغلمان والجنود التابعين للدولة والتركمان وقوات المناطق والأفيال. إلا أن القوة الأساسية في الجيش كانت من الغلمان. وكانت أصغر رتبة في الجيش (هيلاتاش) وهو قائد لعشرة من الفرسان. أما قائد المئة فارس فيسمي (قائد)، وقائد الخمسمائة فارس يُسمى (سرهناك). أما قائد الألف شخص فيسمى (صالار) أو (سيباح صالار). أما القائد في الجيش فيطلق عليه (حاجب).
كان عدد الغلمان في القصر حوالي 4 ألاف أو 6 ألاف شخص. ثم إنضم الغلمان بعد ذلك إلى الهنود والطاجيك. ويعرف قُوَادُهم (بصالار الغلمان). أما القوات الخاصة للحاكم من الغلمان فكان يُطلق عليهم (الغلمان الخاصين). أما الجنود القادمين من الشمال مثل (الياغما-القارلوق-الخلج) فكان يُطلق عليهم الجنود المساعدين وكانوا يحصلون على راتب. أما الولاة المحليين فكانوا يستخدمون جنودًا من القبائل بهدف الدفاع عن ولاياتهم وحفظ الأمن فيها. بالإضافة إلى الأفيال التي كانوا يأخذونها من الهند. وكان عدد الأفيال في الجيش ما يقرب من 1700 فيل. بالإضافة إلى أنه كان يتم الاستفادة من الجنود الذين ينضمون إلى الجيش كمجاهدين متطوعين.

### النظام القضائي
كان النظام القضائي في الدولة الغزنوية يتكون من ركزتين أساسيتين هما القضاء الشرعي والعرفي. وكان هناك قضاة شرعيون للزواج والطلاق والميراث وغيرها من المعاملات الشرعية. وكان السلطان لا يتدخل فيها بأي حال من الأحوال. وكان يوجد في كل مركز مدينة أو ولاية قاضي رئيسي، وكان يُسمى بقاضي القضاة. ومع الوقت أُطلق لقب النائب على الشخص الذي كان له مسؤليات قاضي القضاة، ويحل محله. وكان القضاة يحصلون على رواتب عالية، لضمان عدالتهم وحتى لا يقوم أحد بالتأثير عليهم ورشوتهم. وكان رئيس ديوان المظالم في الدولة الغزنوية كان يستمع شخصيا إلى شكاوي الشعب، ويقوم بالحكم فيها.

## الدين
كان من المعلوم أن الشعب الغزنوي مرتبط بدين حاكمه، وقد كانوا تابعين للدولة العباسية في الداخل والخارج، ومن بعد جلوس محمود الغزنوي على العرش وارتباطه إلى حد كبير بالخليفة العباسي أبو القادر، وحصوله على عدة ألقاب منه، بدأت العقيدة السنية في الانتشار في جميع أنحاء الدولة، وحاول بكل شكل إتخاذ كافة التدبيرات اللازمة لتدمير ومحو العقيدة الشيعية. بالإضافة إلى أن الغزنويين قاموا بتطبيق تقاليد السامانيين في اللقاءات الدبلوماسية التي عُقدت مع العباسيين، وقاموا بعمل استقبال أكثر فخامة من ممثلي الدول الأخرى، وأصبحوا جديرين بالاحترام. وبالإضافة إلى قراءة الخُطبة باسم الخليفة العباسي والسلطان الغزنوي، تم استخدام اسم الخليفة بجانب السلطان على النقود التي تُصك.

## الفن والثقافة

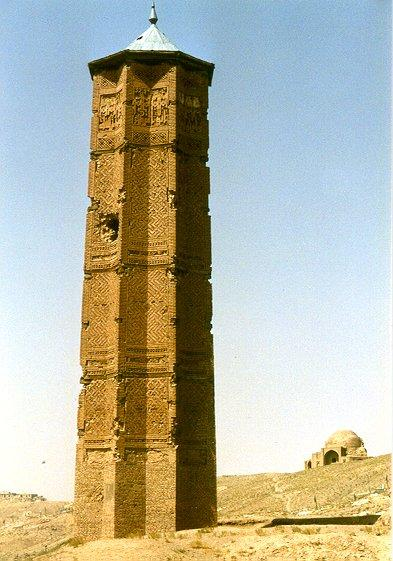
منارة مسعود ابن إبراهيم الغزنوي (القرن الثاني عشر)

لم تكن الدولة الغزنوية دولة إيرانية من الناحية الثقافية، ولكن كانت تُرى على أنها دولة تركية دخلها التفريس، (أصبحت فارسية). وقد أثرت الدولة الغزنوية في الدول الإسلامية التي أتت بعدها من الناحية الثقافية والفنية. وقد شُوهدت أثار النجاح والتجديد في الهندسة حتى في إمارات الأناضول.
وقد أنشئت العديد من المدراس في فترة الغزنويين بالقرب من نيسابور. وقد أُسست كذلك العديد من المكتبات. بالإضافة إلى إنشاء السلطان محمود مدرسة كبيرة في المكتبة التي كانت بجوار مسجده. وكذلك تأسيس مدرسة دار العلوم. ومتحف يضم الأشياء النادرة والفريدة من نوعها والتحف القديمة.
وقد تأثر السلاجقة من جانب وكذلك إمبراطورية مغول الهند بالهندسة والزينة والرسوم التي واجهها السلطان محمود في الهند. وقد حول السلطان محمود العاصمة غزنة في عهدة إلى مركز للثقافة، فقد أنشئ فيها المستشفيات، والمدارس، والمكتبات، والحدائق والقصور والكباري والمساجد. وأهم أثر بقى من الغزنوين حتى يومنا هذا هو قصر لشكري بازار الذي في أفغانستان. وقد وجدت بقايا وأثار مساجد تعود للغزنويين في مدينة غزنة في السنوات الأخيرة، وقد اهتم الغزنويون بفن الزينة بجانب اهتمامهم بالهندسة. كما اهتموا أيضا بفن الكتابة فقد بلغ الخط الكوفي درجة النضج في عهد السلطان إبراهيم (1059-1099). وقدأثر الفن الغزنوي على الدولة السلجوقية والهند.

## اللغة الغزنوية وأدابها
كانت اللغة الرسمية للدولة الغزنوية هي اللغة الفارسية، إلا أن الجيش كان يستعمل اللغة التركية. وقد كانت الثقافة الغزنوية مثل الثقافة السامانية مُقتبسة من الثقافة الإيرانية. وقد قام الغزنويون بدعم الأدب الفارسي أيضًا. وقد كان في القصر الغزنوي الأدباء الفارسيين الكبار الذين تركوا أثارًا عظيمة. فقد كان في القصر الغزنوي أبو قاسم الفردوسي صاحب كتاب شاهنامه، وكذلك العالم أبو الريحان البيروني. وكانت فترة الغزنويين أحد ألمع فترات الأدب الفارسي. وقد قام الحكام الغزنويون بحماية الشعراء الذين يكتبون الشعر بالفارسية، وقد ورثوا ما تركه السامانيين في المجال الفكري. وقد أحيا السلطان محمود الملاحم الإيرانية، وفي نفس الوقت اهتم بالعادات التركية. وقد كتب أول شعر تركي إسلامي في عهده. وقد قام الفردوسي الشاعر بإعادة إحياء الفارسية والثقافة الفارسية من جديد، حيث كتب تاريخ جميع العصور الأدبية في تحفته الأدبية التي كتبها شاهنامه. وفي تلك الفترة كسبت العاصمة (غزنة) الميزة التي جعلتها مركزًا ثقافيا، ومحط أنظار الكثير من الشعراء والكتاب من مناطق عديدة.
وقد عكس الشعراء في تلك الفترة تأثرهم بأعمال الشعراء السابقين، وبالأخص في المشاعر القومية، وقد بدأ الابتعاد عن الارتباط بالعادات في تلك الفترة أيضًا. وقد رُصد وجود عدد قليل جدًا من الشعراء الذين تحدثوا عن المشاعر القومية وعادات وتقاليد الشعب الإيراني. وقد تأثر الأدب الغزنوي أيضا بالجهود التي بذلها السلطان محمود لنشر الإسلام في الهند. وعلى الرغم من كون أغلب الآثار النثرية المكتوبة هي باللغة العربية؛ إلا أنه توجد أيضًا آثار نثرية فارسية داخلها.
وقد كانت للقوة السياسية التي تملكها الدولة الغزنوية أثرٌ كبير في الإنتاج المعرفي للأداب والعلوم. وقد بلغت الأعمال التي قام بها العالم أبو الريحان البيروني في الفلك والرياضيات والذي أسره الغزنويون ذروتها في فترة العشر سنوات التي أمضاها في العاصمة غزنة.

## السلاطين الغزنويون
الأسرة الغزنوية التي إستفادت من الاضطرابات والتمردات التي في الدولة السامانية، وقامت بإنشاء دولة خاصة بها.
| #  | اللقب                  | الاسم        | فترة الحكم           | وريث                 | ملاحظة |
| -- | ---------------------- | ------------ | -------------------- | -------------------- | --- |
| #  |                        | ألب تكين     | 962–963              | مملوك تركي للسامانين | المؤسس الحقيقي والأول للدولة الغزنوية.                                                                                          |
| #  | أبو إسحاق              | إبراهيم      | 963-966              | ابن ألب تكين         | |
| #  |                        | بلكاتكين     | 966-975              | مملوك لألب تكين      | |
| #  |                        | بوري تكين    | 975-977              | مملوك لألب تكين      | |
| 1  | ناصر الدين             | سبكتكين      | 977–997              | مملوك لألب تكين      | يعتبره بعض المؤرخين أنه مؤسس الدولة الغزنوية.                                                                                   |
| 2  | لا يوجد                | إسماعيل      | 997–998              | ابن سبكتكين          | |
| 3  | یمین الدولة أبو القاسم | محمود        | 998–1030             | الابن الأول لسبكتكين | |
| 4  | جلال الدولة            | محمد         | 1030 الخلافة الأولى  | الابن الثاني لمحمود  | |
| 5  | شهاب الدولة            | مسعود الأول  | 1030–1041            | الابن الأول لمحمود   | تمت الإطاحة به وسجنه وإعدامه بعد معركة دانداناقان.                                                                              |
| —  | جلال الدولة            | محمد         | 1041 الخلافة الثانية | الابن الثاني لمحمود  | اعتلى العرش بعد خلع مسعود الأول.                                                                                                |
| 6  | شهاب الدولة            | مودود        | 1041–1048            | ابن مسعود الأول      | انتصر على محمد في معركة ننكرهار واستولى على العرش.                                                                              |
| 7  | ؟                      | مسعود الثاني | 1048                 | ابن مودود            | |
| 8  | بهاء الدولة            | علي          | 1048–1049            | ابن مسعود الأول      | |
| 9  | عز الدولة              | عبد الرشيد   | 1049–1052            | ابن محمود الخامس     | |
| 10 | قوام الدولة            | طغرل         | 1052–1053            | قائد تركي مملوك      | اغتصب العرش الغزنوي بعد ذبحه لعبد الرشيد وأحد عشر من الأمراء الغزنويين الآخرين.                                                 |
| 11 | جمال الدولة            | فَرُّخزاد       | 1053–1059            | ابن مسعود الأول      | |
| 12 | ظهیر الدولة            | إبراهيم      | 1059–1099            | ابن مسعود الأول      | |
| 13 | علاء الدولة            | مسعود الثالث | 1099–1115            | ابن إبراهيم          | |
| 14 | کمال الدولة            | شرزاد        | 1115–1116            | ابن مسعود الثالث     | قتل على يد شقيقه الأصغر أرسلان بن مسعود.                                                                                        |
| 15 | سلطان الدولة           | أرسلان شاه   | 1116–1117            | ابن مسعود الثالث     | أخذ العرش من أخيه الأكبر شرزاد، لكنه واجه تمردًا من أخيه الآخر بهرام شاه، الذي كان يدعمه السلطان السلجوقي أحمد سنجر.             |
| 16 | یمین الدولة            | بهرام شاه    | 1117–1157            | ابن مسعود الثالث     | أصبحت الدولة الغزنوية تحت بهرام شاه دولة خاضعة للدولة السلجوقية. كان سلطان الدولة السلجوقيةأحمد سنجر يساعد بهرام في حماية عرشه. |
| 17 | معز الدولة             | خسروشاه      | 1157–1160            | ابن بهرام شاه        | |
| 18 | تاج الدولة             | خُسروملك      | 1160–1186            | ابن خسروشاه          | |

## الحياة الفكرية والحضارية في الدولة الغزنوية وتأثيرها
سادت الثقافة الفارسية في عصر الدولة الغزنوية، وعاش في كنف هذه الدولة الشاعر الإيراني الفردوسي أعظم شعراء الفرس، ونال جائزة السلطان محمود الغزنوي على ملحمته «الشهنامة»، وكتب أبو نصر العتبي (ت428هـ) تاريخاً عن حياة محمود الغزنوي وجهاده إلى سنة 409هـ وسماه «التاريخ اليميني» نسبة إلى لقبه يمين الدولة، وألف هذا الكتاب باللغة العربية لما رآه من كثرة كتابات الأدباء باللغة الفارسية عن السلطان محمود، كذلك عاش في كنف الغزنويين في غزنة المؤرخ والعالم أبو الريحان البيروني (ت 440هـ) الذي أهدى كتابه «القانون المسعودي» للسلطان مسعود بن محمود الغزنوي وأهدى كتابه في الأحجار الكريمة للسلطان مودود بن مسعود، وألف كتابه المشهور «الآثار الباقية عن القرون الخالية»، كذلك ألّف المؤرخ الفارسي أبو الفضل محمد بن حسين البيهقي (ت 470هـ) بالفارسية كتاباً للسلطان مسعود ووالده محمود الغزنوي عرف بتاريخ البيهقي.
وقد لعب الغزنويون أهم دور لتشر الإسلام إلى داخل الهند،  ويعتقد بعض المؤرخيين أن الغزنويين هم من أسسوا الدولتين المنفصلتين الآن الهند وباكستان.
ويعتقد المؤرخ محمد فؤاد كوبريلي أن تلك الدولة لم تعتمد على القوة العسكرية فقط في نشر الإسلام، وأنها خلقت نقطة ارتكاز وقوة عظيمة بنشرها الإسلام حتى البنجاب، وبفعلهم هذا أعدوا أرض خصبة للمسلمين والدول الإسلامية القادمة من بعدهم.